# José Manuel Rojas Ramírez
José Manuel Rojas Ramírez (San José, 8 de junio de 1952) es un exfutbolista profesional costarricense. Jugaba como volante ofensivo.

## Trayectoria
En la eliminatoria para Alemania 1974, el seleccionador Humberto Maschio lo convocó. En 1976, para los partidos eliminatorios hacia el Mundial de Argentina 1978, fueron convocados por el entrenador de la Selección Nacional Juan José Gámez varios jugadores del Barrio México incluyéndolo.
Fue escogido en la lista de los 100 Grandes de la Historia del Fútbol Tico, elaborada por Gerardo Coto y Rodrigo Calvo, miembros de la Comisión de Historia de la Unión de Clubes de Primera División (Unafut) en 2009. De Chinimba Rojas se ha dicho que contaba con la inteligencia de un arquitecto.

## Clubes
| Club                         | País       | Año       |
| ---------------------------- | ---------- | --------- |
| Deportivo México             | Costa Rica | 1969-1978 |
| Galicia de Aragua (préstamo) | Venezuela  | 1972-1973 |
| Saprissa                     | Costa Rica | 1979-1982 |
| Limonense                    | Costa Rica | 1982      |